# No, yo soy tu padre
«No, yo soy tu padre» (en inglés «No, I am your father») es una frase procedente de la película Star Wars: Episode V - The Empire Strikes Back, y es pronunciada por el personaje Darth Vader dirigiéndose a Luke Skywalker. Fue elegida por el sitio Lovefilm como la frase más memorable de la historia del cine. A menudo es citada como arquetipo de los giros argumentales inesperados.

## Contexto
Los personajes de Luke Skywalker y Darth Vader aparecen por primera vez en la película Star Wars: Episode IV - A New Hope. En ella, Darth Vader y Obi-Wan Kenobi son los dos únicos supervivientes de una extinta orden conocida como los Caballeros Jedi, que protegían a la antigua República Galáctica. En esta altura, Darth Vader está al servicio del tiránico Imperio Galáctico (que sustituyó a la República), mientras que Obi-Wan Kenobi vive una vida oculta como ermitaño en el planeta Tatooine, hasta que sale de su anonimato para acompañar al joven Luke Skywalker, y para iniciarlo en la Fuerza y en las técnicas Jedi para controlarla. Kenobi relata a Luke que su padre había sido discípulo suyo y un muy querido amigo, pero que otro discípulo llamado Darth Vader, que había caído seducido por el lado oscuro de la Fuerza, lo traicionó y lo mató. Más adelante, Vader se enfrentará con su antiguo maestro, Kenobi, y lo matará.
En Star Wars: Episode V - The Empire Strikes Back nos es presentado el personaje del Emperador Palpatine, que es quien, con un golpe de Estado, acabó con la República, creó el Imperio, y lo gobierna con puño de hierro. El Emperador maneja la Fuerza, en su Lado Oscuro, a un nivel muy superior al de Vader, que está sometido a su autoridad. Sintiendo a Skywalker muy poderoso (no podía imaginar que le estaba instruyendo el propio Yoda, el viejo maestro Jedi que había sobrevivido también escondido), y previendo que podría convertirse en una amenaza, Palpatine ordena a Vader que destruya al joven, pero este sugiere intentar seducirlo hacia el Lado Oscuro, para que se una a ellos como un poderoso aliado. Vader organiza entonces una trampa para atraer a Skywalker hacia sí, y poder llevarlo a la presencia del Emperador. La trampa conduce a Luke hasta la Ciudad Nube, una gran metrópolis minera suspendida en los aires a una considerable altura de la superficie del planeta Bespin. La idea de Vader era conducir al joven hasta una máquina que congela en carbonita, para poder llevarlo después en seguridad a presencia del Emperador.
Como estaba previsto, Luke se enfrenta a Vader en un duelo de espadas láser, pero consigue salvarse de la trampa de carbonita. El épico duelo subsiguiente acaba conduciendo a ambos hasta un gigantesco conducto de aire de la ciudad. Allí, en medio de una pasarela suspendida sobre el vacío central del conducto, Vader le corta la mano derecha a Luke (perdiendo con ella su sable láser) y lo arrincona; pero entonces cierra su sable láser, y le intenta convencer de que se entregue. Inesperadamente, le revela que Obi-Wan no le había contado lo que le había sucedido a su padre. Luke, lleno de ira, le replica que le dijo lo suficiente, y le echa en cara su asesinato; y es en ese momento cuando Vader pronuncia la tan célebre frase: "No... yo soy tu padre". Aprovechando el desconcierto provocado en el joven, Vader le ofrece que ambos se unan para derrotar al Emperador, acabar con la guerra, poner orden en la galaxia, y, juntos, "como padre e hijo", gobernarla. Luke está profundamente conmocionado por la revelación de Vader, pero se resiste a creerla. Viéndose en una situación desesperada, ignora el ofrecimiento de su enemigo y salta al vacío deliberadamente, cayendo por unos conductos menores que lo arrastran al exterior, y finalmente quedando colgado a un instrumento meteorológico, en la parte inferior de Ciudad Nube. Desde allí se comunica con Leia mediante la Fuerza, y el Halcón Milenario acude en su rescate. En todo momento, Luke intenta comunicarse con el espíritu de Obi Wan, preguntándole por qué no le había dicho la verdad.

## Cita exacta
Aunque la frase suele ser citada como «Luke, yo soy tu padre», es una cita inexacta. La cita original que pronunció James Earl Jones (quien era encargado de la voz del personaje de Darth Vader a pesar de que David Prowse lo interpretaba) es la siguiente:

- Darth Vader: "Obi-Wan never told you what happened to your father."
- Luke Skywalker: "He told me enough! He told me you killed him!"
- Darth Vader: "No. I am your father."

Y la traducción al español fue:

- Darth Vader: "Obi-Wan no te dijo lo que le pasó a tu padre."
- Luke Skywalker: "¡Me dijo lo suficiente! Dijo que tú le mataste."
- Darth Vader: "No. Yo soy tu padre."

Esta frase es seguida de una respuesta de Luke que ha sido usada en varias parodias

- Luke Skywalker: "No! It's not true! That's impossible!!"
- Darth Vader: "Search on your feelings, you know that is true".
- Luke Skywalker: "Noooooooo! ..."

Y la conversación completa es:

- Darth Vader: "No hay escapatoria. No me obligues a destruirte. No te dejes ganar como lo hizo Obi-Wan. Luke, todavía no te has dado cuenta de tu importancia. Si combinamos nuestras fuerzas, podremos poner fin a esta beligerancia y poner orden en la galaxia."
- Luke Skywalker: "¡Jamás me uniré a ti.!"
- Darth Vader: "Si conocieras el poder del reverso tenebroso. Obi-Wan no te dijo lo que le pasó a tu padre."
- Luke Skywalker: "Me dijo lo suficiente. Dijo que tú lo mataste."
- Darth Vader: "No, yo soy tu padre."
- Luke Skywalker: "Eso no es verdad. ¡Es imposible!"
- Darth Vader: "Examina tus sentimientos. ¡Sabes que es verdad!"
- Luke Skywalker: "¡Noooooo! ¡Noo! ¡No!"
- Darth Vader: "Luke, tú puedes destruir al Emperador, él se ha percatado de ello. Únete a mí y juntos gobernaremos la galaxia como padre e hijo."
- Darth Vader: "Ven conmigo, es el único camino"

(Luke se tira al vacío)

## En la cultura popular
La frase ha sido repetida y parodiada infinidad de veces en programas, películas, y series.
Aparte de ser directamente parodiada en la comedia de Mel Brooks Spaceballs (1987), es citada varias veces en la saga de películas sobre Austin Powers. Asimismo, en la película de Pixar y Disney Toy Story 2 (1999), el malvado Emperador Zurg le hace la misma revelación a un estupefacto Buzz Lightyear.